# (20254) Úpice
(20254) Úpice, désignation internationale (20254) Upice, est un astéroïde de la ceinture principale.

## Description
(20254) Upice est un astéroïde de la ceinture principale. Il fut découvert le 21 mars 1998 à l'Observatoire d'Ondřejov par Petr Pravec. Il présente une orbite caractérisée par un demi-grand axe de 2,51 UA, une excentricité de 0,13 et une inclinaison de 4,0° par rapport à l'écliptique.

## Compléments